# Elaninae
Elaninae este o subfamilie de păsări din familia Accipitridae recunoscută de anumiți autori. Aceasta include păsări de pradă mici, cu aripi lungi, prădătoare de rozătoare, cunoscute sub numele de găi (genurile Elanus, Chelictinia și Gampsonyx).

## Specii
Subfamilia conține 3 genuri și 6 specii:
- Elanus Savigny, 1809
  - Elanus caeruleus
  - Elanus axillaris
  - Elanus leucurus
  - Elanus scriptus

- Chelictinia Lesson, 1843
  - Chelictinia riocourii

- Gampsonyx Vigors, 1825
  - Gampsonyx swainsonii